# 岸良範
岸 良範（きし よしのり,　1951年 - 2024年）は、日本の臨床心理学者・臨床心理士。福島学院大学客員教授。茨城大学名誉教授。

## 概要
福島県相馬市出身。愛知教育大学大学院、茨城大学大学院、福島学院大学大学院の教授を歴任。ドナルド・ウィニコットの理論を中心に様々な臨床心理学の実践と研究を行っている。
所属学会は日本心理臨床学会、日本精神分析学会、日本箱庭療法学会等。また、社会的業績として、日本臨床心理士資格認定協会常務理事、日本箱庭療法学会理事（2023年9月現在）。
主な著書に、「思春期の心理学」（単著　ポプラ社1991）や「ケアへの出発：援助のなかで自分が見える」（共著　医学書院1994）などがある。